# Gastronomia de la Vall d'Aran
La cuina de la Vall d'Aran tracta sobre el menjar i les begudes típics de la cuina aranesa. La Vall d'Aran és una vall culturalment lligada a la Gascunya, Occitània tot i que administrativament forma part de Catalunya. La seva gastronomia és doncs típicament gascona, en comparteix per exemple els patés, els soufflés, les peces de caça guisades i els crespeths, amb certes influències catalanes, sobretot respecte dels embotits i l'ollada aranesa, germana de l'escudella. La naturalesa muntanyenca d'aquest vall, dominada pel riu Garona i envoltada per boscos, fa de la gastronomia aranesa una cuina de muntanya. Pel que fa a la seva posició fronterera, és una de les darreres valls atlàntiques del Pirineu occità i en conseqüència, fa de transició entre la cuina mediterrània i l'atlàntica. En els últims anys aquesta cuina ha incorporat elements d'altres cuines, però encara es basa en la preservació de les seves característiques peculiars i dels seus productes locals.

## Ingredients típics
- Carns: Ànec,[3] porc, conill, anyell, isard, carns de caça (senglar, llebre, etc.)
- Peixos: Truita de riu
- Verdures: Col, ceba, patata, pastanaga
- Fruites: Nou i fruita del bosc[4][1]
- Altres: Mel,[4] bolets[4][1] (ceps, carreretes, rovellons),[2] blat de moro

## Companatges
A la Vall d'Aran es fa un formatge de vaca dit precisament Vall d'Aran. Els ocells de granja són de gran qualitat, se'n fan derivats també excel·lents, com el fetge gras o el paté de Lés.
Certs embotits que tenen una denominació d'origen protegida, com per exemple:
- Choriço (Xoriç)[3]
- Langoïssa i langoïssa seca (Llonganissa i secallona)[3]
- Anditos,[3] són petites botifarres de sang i ceba que es menjaven els primers dies després de la matança del porc i que els cansaladers han recuperat els darrers anys.[2]
- Cueta (Llonganissa cuita)[3]
- Bolh (Bull),[3] n'hi ha de negre, de codena (cotna) i de llengua.

## Plats
Els plats de la cuina aranesa solen ser calòrics i consistents, a conseqüència del clima de la vall, amb abundància de sopes i estofats, per als quals s'utilitzen sobretot productes locals. Destaquen les carns de boví i d'oví, la truita de riu i els bolets. L'anyell és excel·lent i abundantment consumit, com passa amb l'aviram, que es cuina estofat o es conserva en oli amb vinagre i herbes. L'ànec, com els civets i els patés, han penetrat per la resta d'Occitània.
- Caulets[3] o col farcida,[7] mandonguilles de carn picolada envoltada amb fulles de col, que se serveixen soles o com acompanyament de plats de caça.[5] Aquests farcellets de col es couen en una cassola amb sofregit i es mengen també en altres llocs d'Occitània.
- Civet[3] de caça, en especial de senglar o d'isard (cabra pirinenca). És un plat que es menja l'endemà o, reescalfant-lo, més tard i que requereix d'assaonar la carn durant tres o quatre dies en un adob amb vi per a, posteriorment, coure-la durant diverses hores amb altres verdures (pastanaga, ceba), espècies (all, nou moscada, herba bona, llorer), vi negre, brandi i vinagre.[5]
- Hereginat,[8] és un plat d'origen medieval a base de menuts d'anyell
- Òlha aranesa, una ollada d'escudella amb carn d'olla[3] que és el plat més emblemàtic i tradicional de la cuina aranesa.[5] Es fa amb mongetes blanques, patates, fideus, verdures (porro, col, api, ceba), gallina, pilota, botifarra negra i ossos.
- Sanganhèta a base de sang de porc[3] o d'anyell, amb cansalada, all i julivert picats. La sang es deixa refredar perquè qualli i llavors es barreja amb els altres ingredients i es fregeix. A la resta de la cuina gascona, la sanqueta és molt semblant però es pot fer amb sang d'aviram.
- Torrin,[9] sopa d'all, que també pot ser de ceba, que es menja a tota la península Ibèrica i una gran part d'Occitània (amb diferents noms: alhada, torrin, oliat, etc.) i que es pot considerar una variant de l'aiga bulhida provençal. Una versió particular és la que es feia tradicionalment als nuvis, se suposa que per a agafar forces, que contenia molt de pebre negre i es diu torrin dels nòvis.[10]
- Truhada aranesa,[11] o truhada,[3] patates farcides de carn.[3]
- Truita de riu,[3] que es prepara fumada, fregida o al forn[1] amb fines herbes

## Postres
- bunyols[7]
- Crespeths, també anomenades pastères o pescajons[3]
- Crema aranesa,[3] una crema espessa perfumada amb vainilla i coberta amb clares d'ou batudes.
- Crostada, pastís de finíssimes capes cruixents i farcit de mel, melmelada o fruita del bosc amarada en licor[12]
- Hariat de fajol,[3] una recepta semblant a les farinetes de fajol de La Garrotxa[13] S'utilitza un estri especial per a remenar-les que es diu cafall.[14]
- Milhat, unes farinetes dolces que semblen un pastís-flam, amb farina de blat o de blat de moro, i que pot tenir fruita, com poma o atmetlla.[14]
- Milhes,[3] fetes de farinetes de blat de moro fregides i que es mengen calentes[5]

## Begudes típiques
A la Vall d'Aran es preparen licors casolans, que se solen beure després dels àpats o per a acompanyar els dolços tradicionals, com per exemple:
- Aigua de Nòdes,[4] una mena de ratafia típica de la Vall d'Aran,[15] feta amb nous encara verdes que es cullen a finals de juny.[2]
- Licor d'aranyons, a base d'aranyons macerats en rom durant un temps variable que pot arribar a un any.[2]
- Licor de cassís, beguda típica d'Occitània en general a base de grosella negra macerada en licor d'anís.[4]
- Els Pinçons, licor de grosella[6]
- Vin caud[6] (vi calent), vi negre amb sucre al qual s'infusiona canyella, pell de llimona i espècies, que es beu calent i era típic pel Nadal. També es beu a Andorra i la resta dels Pirineus.

## Fires gastronòmiques
Durant els caps de setmana de la segona quinzena de setembre i la primera d'octubre, se celebra la Mostra Gastronòmica de la Cuina Aranesa, a la qual una vintena de restaurants es posen d'acord en oferir un menú degustació, amb dos primers, dos segons i unes postres, als quals almenys dos plats tenen l'ànec com a ingredient.
Al juliol té lloc una setmana de fira anomenada la Setmana de la Cuina Occitanocatalana de Muntanya, a la qual participen una desena de restaurants, en el marc de les Jornades Universitàries Occitanocatalanes. Al final d'aquest mes, a la sala polivalent de Viella, es fa una mostra-fira de productes gastronòmics locals, com mel, formatge, embotits i oli.